# 能登線 (北陸鐵道)
能登線（日语：／）是一條連接石川縣羽咋市羽咋站至同縣羽咋郡富來町（現時：志賀町）三明站 (日本)之間，由北陸鐵道經營的鐵路線。原本沿線的人口已經比較少，在1960年代，隨著沿線人口進一步減少，加上機動化（以及完善道路網等），使此線的累積赤字一直膨漲。在1972年（昭和47年）6月25日，隨著北陸鐵道的經營合理化而廢除該線。
在北陸鐵道中，當金名線電氣化後，成為唯一一條非電氣化路線。另外，此線距離北陸鐵道線群十分遠，此線位於該線群的北邊（最近線群的車站為羽咋站，該站距離淺野川線北鐵金澤站・金澤站至少40公里）。
在廢線後，路軌遺址變成單車徑（石川縣道293號羽咋巖門單車道線）。

## 路線資料
- 距離（營業距離）：25.5公里[1][2]
- 車站數目：13座（包含起終點站）
- 軌距：1067毫米[2]
- 雙線區間：沒有（全線單線）
- 電氣化區間：沒有（全線非電氣（日语：非電化））[2]
- 閉塞方式：電氣路籤閉塞
  - 可列車交會車站：能登一之宮、柴垣、能登高濱

## 歷史
北陸鐵道能登線原本是由一間名為「能登鐵道株式會社」的公司敷設。1920年6月，葛城忠寸等168人向鐵道大臣申請興建一條鐵路線，從富山縣冰見開始，途經羽咋、富來、劔地、櫛比，連接輪島。在11月指出許可狀及發生總數9萬股（450萬日圓），當中發起人認購2萬3千股，其餘股份在沿線各鄉設置事務所進行集資。當時在第一次世界大戰後，紡織業持續低迷，使當地經濟不景。但是集資順利，在1921年11月，所有股份都被認購，在12月成立能登鐵道株式會社。來自富山縣上新川郡東岩瀨町的畠山小兵衛擁有25,000股，並就任社長。
另外，在大正11年度的股東構成分佈，共有7,742人持有股份，平均每人持有11.6股。許多人只持有1股。另外，居住在現時羽咋市區內的股東們佔了17%。
在1925年3月，羽咋站至能登高濱站之間開通。在1927年6月能登高濱站至三明站之間開通。後來由於資金不足，因此門前（總持寺祖院）至輪島，以及冰見至羽咋之間的建設鐵路計劃被放棄了。
- 1920年（大正9年）11月20日 - 批出鐵路敷設許可給能登鐵道（富山縣冰見郡冰見町（現時：冰見市）至石川縣羽咋郡羽咋町（現時：羽咋市）至同縣鳳至郡輪島町（現時：輪島市）之間）[7]。
- 1925年（大正14年）
  - 2月23日 - 冰見町至羽咋町之間，以及羽咋郡熊野村（日语：熊野村 (石川県)）（現時：志賀町）至鳳至郡大屋村（日语：大屋村 (石川県)）（二俁，現時為輪島市）之間的許可失效[8]
  - 3月3日 - 能登鐵道羽咋站至能登高濱站之間開通[9][10]。
- 1926年（大正15年）8月1日 - 瀧站啟用[注 1]。
  - 12月18日 - 批出鐵路敷設許可（羽咋郡熊野村至富來町之間），同時取消輪島至二俁之間的鐵路許可[12]。
- 1927年（昭和2年）
  - 4月5日 - 甘田站啟用。
  - 6月30日 - 能登高濱站至三明站之間開通[13]
- 1930年（昭和5年）12月5日 - 開設巴士路線，行走於三明至富來町之間及富來町至門前之間等路線[14]。
- 1931年（昭和6年）1月18日 - 大島站啟用。
- 1934年（昭和9年）1月1日 - 當天，直通初詣列車從國鐵七尾線直通至線內的能登一之宮。
- 1935年（昭和10年）6月28日 - 羽咋町至冰見町之間的鐵路許可失效[15]。
- 1936年（昭和11年）5月16日 - 熊野村至富來町之間的鐵路許可失效[16]。
- 1939年（昭和14年）1月1日 - 堀松站啟用[17]。
- 1943年（昭和18年）10月13日 - 隨著北陸鐵道成立，成為該公司的能登線[18]。
- 1950年（昭和25年）4月11日 - 直海站啟用。
- 1953年（昭和28年）4月1日 - 末吉站啟用。
- 1955年（昭和30年）5月6日 - 大笹站啟用。
- 1959年（昭和34年）7月1日 - 末吉站改名為志賀町站。
- 1965年（昭和40年）4月1日 - 結束貨運業務[19]。
- 1972年（昭和47年）6月25日 - 全線廢除[18]。

## 運行型態
車廠是位於羽咋站內。截至1969年，廠內有5款共7架柴油列車和1架柴油機車。列車方面，羽咋至三明之間每日14個往返班次（1個往返班次為急行），羽咋至能登高濱之間每日4個往返班次。在繁忙時間以2卡編成行走，其餘時間以1卡編成行走。
另外，在夏季會為海灘客開設臨時列車，從金澤直通至線內的能登高濱。在正月會為初詣客開設臨時列車，從金澤直通至線內的能登一之宮。為此，兩站的月台相對比較長。

## 車站列表
車站名稱和所在地取自廢除一刻。所有車站都在石川縣。
圖例
列車交會 … ◇・Ｖ・∧：可進行列車交會，｜：不可進行列車交會
| 中文站名   | 日文站名 | 英文站名        | 站間營業距離 | 累計營業距離 | 接續路線     | 列車交會 | 所在地                       |
| ---------- | -------- | --------------- | ------------ | ------------ | ------------ | -------- | ---------------------------- |
| 羽咋       |          | Hakui           | -            | 0.0          | 國鐵：七尾線 | Ｖ       | 羽咋市                       |
| 能登一之宮 |          | Noto-ichinomiya | 3.3          | 3.3          |              | ◇        | 羽咋市                       |
| 瀧         |          | Taki            | 0.8          | 4.1          |              | ◇        | 羽咋市                       |
| 柴垣       |          | Shibagaki       | 4.2          | 8.3          |              | ◇        | 羽咋市                       |
| 甘田       |          | Amada           | 2.3          | 10.6         |              | ｜       | 羽咋郡志賀町                 |
| 大島       |          | Oshima          | 2.0          | 12.6         |              | ｜       | 羽咋郡志賀町                 |
| 能登高濱   |          | Noto-takahama   | 2.0          | 14.6         |              | ◇        | 羽咋郡志賀町                 |
| 志賀町     |          | Shikamachi      | 0.8          | 15.4         |              | ｜       | 羽咋郡志賀町                 |
| 堀松       |          | Horimatsu       | 1.4          | 16.8         |              | ｜       | 羽咋郡志賀町                 |
| 大笹       |          | Ozasa           | 2.4          | 19.2         |              | ｜       | 羽咋郡志賀町                 |
| 米町       |          | Kommachi        | 2.1          | 21.3         |              | ｜       | 羽咋郡志賀町                 |
| 直海       |          | Nomi            | 1.4          | 22.7         |              | ｜       | 羽咋郡志賀町                 |
| 三明       |          | Sammyo          | 2.8          | 25.5         |              | ∧        | 羽咋郡富來町（現時：志賀町） |

## 運輸業務
| 年度 | 客量（人） | 貨運量（公噸） | 營業收入（日圓） | 營業費用（日圓） | 利潤（日圓） | 其他利潤（日圓）  | 其他支出（日圓）                          | 利息（日圓） | 政府補貼（日圓） |
| ---- | ---------- | -------------- | ---------------- | ---------------- | ------------ | ----------------- | ----------------------------------------- | ------------ | ---------------- |
| 1925 | 125,321    | 9,694          | 66,148           | 44,618           | 21,530       |                   | 未啟用的所得稅1,023未開業的雜項損壞43,493 | 26,208       | 9,901            |
| 1926 | 163,909    | 13,270         | 71,050           | 57,612           | 13,438       | 資本減少金499,414 | 雜項損壞494,796                           | 40,466       | 43,738           |
| 1927 | 198,170    | 17,319         | 91,909           | 78,616           | 13,293       |                   | 雜項損壞3,730                             | 40,502       | 44,870           |
| 1928 | 263,640    | 18,552         | 130,091          | 112,296          | 17,795       |                   | 雜項損壞13,199                            | 27,450       | 45,847           |
| 1929 | 268,653    | 16,163         | 111,626          | 119,520          | ▲ 7,894      |                   | 2,107                                     | 27,337       | 83,183           |
| 1930 | 261,938    | 13,866         | 97,064           | 94,348           | 2,716        |                   | 雜項損壞7,660巴士2,068                    | 20,453       | 83,890           |
| 1931 | 231,456    | 12,434         | 75,325           | 76,147           | ▲ 822        |                   | 雜項損壞169償却金40,747巴士3,804          | 17,703       | 85,561           |
| 1932 | 210,102    | 10,354         | 70,527           | 63,578           | 6,949        |                   | 雜項損壞40,098巴士695                     | 15,952       | 71,692           |
| 1933 | 241,990    | 14,273         | 79,019           | 83,081           | ▲ 4,062      |                   | 雜項損壞629巴士7,897                      | 15,733       | 82,696           |
| 1934 | 242,727    | 14,865         | 83,101           | 92,589           | ▲ 9,488      |                   | 雜項損壞折舊58,018                        | 9,258        | 87,008           |
| 1935 | 258,402    | 14,078         | 84,006           | 70,959           | 13,047       |                   | 雜項損壞折舊16,684巴士47,778              | 4,186        | 75,413           |
| 1936 | 275,396    | 12,073         | 90,009           | 82,510           | 7,499        |                   | 雜項損壞折舊31,921巴士9,581               | 2,565        | 39,050           |
| 1937 | 311,266    | 12,743         | 99,522           | 79,004           | 20,518       | 巴士7,955         | 折舊57,056                                | 1,677        | 39,050           |
| 1949 | 1,066,684  | 45,631         |                  |                  |              |                   |                                           |              |                  |
| 1952 | 1,156,572  | 29,549         |                  |                  |              |                   |                                           |              |                  |

- 參考自各年度版《鐵道省鐵道統計資料》、《鐵道統計資料》、《鐵道統計》、《地方鐵道軌道統計年報》

## 車輛

### 蒸氣機車
2, 3
在開業從秩父鐵道購入的蒸氣機場。在1904年由Hanomag製造的C型水櫃式機車。與北鐵合併後，編號改為C101, 102。101在1951年，102在1955年退役。
10
在1926年由汽車製造會社製造的1C1型水櫃式機車。合併後編號改為C201，在1956年退役。
1
在1921年由雨宮工場製造的C型水櫃式機車。在1928年從富山縣營鐵道購入1號機。合併後遷移至金名線服役。
B30形 B301
舊日本國鐵1000形1023。在1948年購入，車頭銘牌繼續使用國鐵時代的1023，在1955年退役。

### 柴油機車
DC30型 (301, 302)
由汽車會社製造，L形車身，桿軸驅動的柴油機車。301在1954年，302在1956年登場。在1965年，301轉讓給三岐鐵道，並借給三岐通運，於八田站內的小野田水泥名古屋服務站內使用。剩下的302被配置在金石線上。

### 客車
此節的客車均是製造當初時已經為客車。
FuRoHa1, 2
在開業時從鐵道省購入。在1897年由Metropolitan製造的木造兩軸車廂。最初是從日本鐵道承繼的Ro863, 864。後來安裝手動煞車和取消2等座位，型號變為HaFu1, 2。在北鐵合併後改變編號為HaFu1401, 1402，最後在1957年退役。
HoHa1, 2
在1925年從日本車輛購入新製的木造轉向車。款式以鐵道省的中型客車為標準，在當地的小型私鐵中購入該規格車輛比較特別。在合併後改變編號為HoHa2101, 2102。在1950年至1952年之間在石川線上行走，當時的編號為SaHa611, 612。612在1957年，611在1963年退役。
Ha1, 2, 3
在1927年從鐵道省購入的木造兩軸車廂，三架車分別在1895年從兵庫工場製造，當時為國鐵Ha2209（大阪鐵道 (第一代)Ni83→關西鐵道308），在1897年從平岡工場製造，當時為國鐵Ha2211（西成鐵道），在1900年從兵庫工場製造的國鐵Ha2241（大阪鐵道Ni73→關西鐵道298）。後來Ha1改造為守車，編號改為HaFu3。合併後編號改為HaFu1301, Ha1201和Ha1101。1201, 1101在1952年，1301在1957年退役。

### 柴油列車
包含從柴油列車改造為客車的車輛。
KiHa1, 2
在能登鐵道時代引入。在1930年從雨宮工場製的半鋼製兩軸四輪汽油列車。在第二次世界大戰中把引擎撤走變為客車，並改變編號為HaFu1501, 1502。兩架車輛在1965年退役。
KiHoHaNi1
在1931年從雨宮工場製造的轉向汽油列車。引擎搭載BuDa CL6。車輛靠近羽咋一方設有行李架，靠近三明一方設有行李室。在第二次世界大戰中安裝了替代燃燒系統。在戰後，引擎改為使用日野DA54引擎，變成柴油列車，編號改為KiHaNi5102。在1967年退役。退役後被放進日本海海底變成人工魚礁。
KiHoHaNi2
在1936年由加藤車輛製造的轉向汽油列車。引擎搭載沃克夏6MK。車輛兩側設有行李架。與KiHoHaNi1同樣曾經安裝了替代燃燒系統。在戰後，引擎改為使用日野DA54引擎，變成柴油列車，編號改為KiHaNi5001。在晩年把引擎撤走變為客車，並改變編號為KoHaFu5001。在1967年退役。車身被留下，放置於羽咋站站內成為倉庫。
KiHa5201
前國鐵KiHa41043。在1950年購入時，於車頭設置了一個架。在退役後放置於金澤市專光寺町內的拉麵店「珍珍電車」，後來車身嚴重老化。後來餐廳本身是專營外賣業務，已經不需要使用該車身，但是仍然把車身放置在店內，直至平成時代仍然存在（現在已經被撤走）。另外在2009年7月，TOMYTEC的「鐵道收藏」第10彈中發售了此車輛的模型。
KiHaNi5151
前國鐵KiHa40014。在1953年購入時，於車頭設置了一個架。在退役後與KiHa5201一樣，都是放置於同一家拉麵店內，在1980年代被消失了。
KoHaFu3001
前藝備鐵道小型汽油列車。在國鐵時代的編號為KiHa40308。當初在石川線服役，後來在1953年才於能登線上行走。車身十分細小。同型號車輛也出現在小湊鐵道中（HaFu50）。當退役後，車輛被放進大海，變成人工魚礁。
KiHa5301
在1957年製造了一架客車（編號：KoHaFu5301），在1963年加入引擎，編號改為KiHa5301。當時於車頭設置了一個架，在當時的車輛來說是不常見。在退役後轉讓給筑波鐵道，編號改為KiHa541。該列車為能登線唯一安裝多組列車控制系統的車輛，也是唯一的新車。安裝該系統是為了計劃把列車駛入金澤。
KiHa5162
在1961年從三岐鐵道購入KiHa7。當初在淺野川線上行走，後來才於能登線上行走。在1967年退役後，車輛被放進大海，變成人工魚礁。
KiHa5251
在1965年購入，為前國鐵KiHa073。廢除後變成關東鐵道常總線KiHa614。
KiHa5210形 (5211-5213)
為前國鐵KiHa04形。在1967年從遠州鐵道購入。以下為各車輛（編號）的經歷。
國鐵 - 遠州鐵道 - 北陸鐵道 - 後來
KiHa04 8 - KiHa802 - KiHa5211 - 關東鐵道（→筑波鐵道）KiHa461 - 被保存 - 收藏於鐵道博物館
KiHa04 6 - KiHa801 - KiHa5212 - 關東鐵道（→筑波鐵道）KiHa462 - 退役
KiHa04 1 - KiHa803 - KiHa5213 - 退役
KiHa5213在退役後被放置在「千里濱渚Driveway」附近的食堂，現時被已經被徹走。

## 替代巴士
在鐵路被廢除後，開設了替代巴士服務。該巴士服務除了行走鐵路線區間外，還延伸舊富來町內。
羽咋至富來的直通班次途經荒屋。另外，設有羽咋至能登高濱/三明的折返班次。設有三明經福浦、巖門至富來之間的區間班次。在2007年4月1日時間表修正起，部分行走於高濱至赤住之間的赤住線班次改為行走於赤住至福浦至巖門至富來之間。使三明至福浦之間的路線被取消。

## 注腳

## 相關項目
- 廢線
- 石川縣道293號羽咋巖門單車道線（日语：石川県道293号羽咋巌門自転車道線）（羽咋健民單車道）
- 零的焦點（日语：ゼロの焦点） - 主角使用了能登線。